# Combinata nordica ai XXI Giochi olimpici invernali - Gara a squadre
Nella combinata nordica ai XXI Giochi olimpici invernali la gara a squadre dal trampolino lungo con staffetta 4x5 km di fondo si disputò nella località di Whistler il 23 febbraio 2010 e presero il via 40 atleti. Detentrice del titolo era la nazionale austriaca, che aveva vinto nella precedente edizione di Torino 2006; dei combinatisti nordici che formavano quella squadra, ovvero Michael Gruber, Christoph Bieler, Felix Gottwald, e Mario Stecher, solo il primo non fu presente per difendere il titolo essendosi ritirato nella stagione 2007-2008.

## Prima frazione: salto con gli sci
Ognuno dei quattro componenti della squadra deve effettuare un salto con gli sci: il punteggio realizzato determina l'ordine di partenza della successiva gara di sci di fondo. Un punto di differenza, ottenuto nella gara di salto, equivale a un ritardo di 1,33 secondi, in modo che a un divario pari 45 punti corrisponda un handicap di un minuto.
Un salto preliminare di prova si svolse a partire dalle ore 9.00, cui seguì la competizione vera e propria alle ore 10.00. Sul trampolino K125 del Whistler Olympic Park Ski Jumps dalle ore 10:00 s'impose la Finlandia davanti agli Stati Uniti e all'Austria; sesta si classificò la Germania.

## Sci di fondo
Dalle ore 14:00, si corse la staffetta 4x5 km di sci di fondo a tecnica libera, sul percorso che si snodava nel Whistler Olympic Park con un dislivello massimo di 40 m; l'Austria marcò il miglior tempo e ottenne l'oro, mentre la Germania, seconda, risalì fino al bronzo. Terza fu la Francia, che non riuscì a colmare il divario accumulato nella prima prova, mentre gli Stati Uniti con il quarto tempo confermarono la seconda posizione.

## Classifica
| Posizione | Nazione     | Atleti                                                               | Punteggio salto | Handicap fondo | Tempo fondo | Distacco finale |
| --------- | ----------- | -------------------------------------------------------------------- | --------------- | -------------- | ----------- | --------------- |
| 1         | Austria     | Bernhard Gruber Felix Gottwald Mario Stecher David Kreiner           | 479,9           | 0"36           | 49'31"6     | 0"00            |
| 2         | Stati Uniti | Brett Camerota Todd Lodwick Johnny Spillane Bill Demong              | 505,8           | 0"02           | 49'34"8     | +5"2            |
| 3         | Germania    | Johannes Rydzek Tino Edelmann Eric Frenzel Björn Kircheisen          | 473,3           | 0"45           | 49'06"1     | +19"5           |
| 4         | Francia     | Maxime Laheurte François Braud Sébastien Lacroix Jason Lamy-Chappuis | 474,7           | 0"43           | 49'28"4     | +39"8           |
| 5         | Norvegia    | Jan Schmid Espen Rian Petter Tande Magnus Moan                       | 468,4           | 0"51           | 49'34"9     | +54"3           |
| 6         | Giappone    | Taihei Katō Daito Takahashi Akito Watabe Norihito Kobayashi          | 475,9           | 0"41           | 50'04"8     | +1'14"2         |
| 7         | Finlandia   | Janne Ryynänen Jaakko Tallus Anssi Koivuranta Hannu Manninen         | 507,0           | 0"00           | 51'53"1     | +2'21"5         |
| 8         | Rep. Ceca   | Aleš Vodseďálek Miroslav Dvořák Tomáš Slavík Pavel Churavý           | 457,3           | 1"06           | 51'44"2     | +2'21"5         |
| 9         | Svizzera    | Seppi Hurschler Tim Hug Tommy Schmid Ronny Heer                      | 436,6           | 1"34           | 52'15"8     | +4'18"2         |
| 10        | Italia      | Alessandro Pittin Giuseppe Michielli Lukas Runggaldier Armin Bauer   | 402,6           | 2"19           | 51'55"5     | +4'42"9         |